# 玛丽·奎恩特
芭芭拉·玛丽·奎恩特女爵士DBE CH  RDI（1930年2月11日—2023年4月13日），英国时装设计师及时尚偶像，于1960年代开始在摩德文化和青年时尚运动领域出名，对伦敦的“摇摆的60年代”文化有重要影响，同时也被认为是迷你裙和热裤的开创者。时尚作家埃内斯汀·卡特曾写道：“只有少数幸运的人出生在正确的时间、正确的地点，并拥有恰到好处的才华。而在最近的时尚界中，有三个这样的人：香奈尔、迪奥和玛丽·奎恩特”。

## 早年生活
奎恩特于1930年2月11日出生在伦敦的伍利奇，她的父母都来自威尔士的矿工家庭，二人先是在一个语法学校获得了一些奖学金，后又分别从卡迪夫大学获得一级荣誉学位，然后一起搬到了伦敦担任教师。奎恩特有一个弟弟，曾在英國皇家空軍担任牙医。第二次世界大战期间，奎恩特和弟弟被送到了肯特郡避难。
奎恩特从小就对时尚行业很感兴趣，她小时候很不喜欢由上一代传下来的服装，在五岁时就开始尝试自己做衣服，小时候的她还曾在一个圣诞节给母亲绣了一个枕头套。在从布萊克希思高中毕业后，奎恩特最初希望能到一个时尚类大学读书，但她的父母认为时尚界风险过大，遂阻止了她的想法，最终她进入了倫敦大學金匠學院学习插画和艺术教育，并于1953年取得学位证书。由于进入时尚界的愿望依然强烈，奎恩特便到了高级女帽设计师埃里克·布拉加德位于梅费尔的店里当学徒。不过奎恩特后来表示她对自己当初没有进入时尚类学校感到庆幸，因为这使她得以拿到了更有创意性的证书以及促使她在今后的设计中能考虑到更广泛的顾客。

## 职业生涯

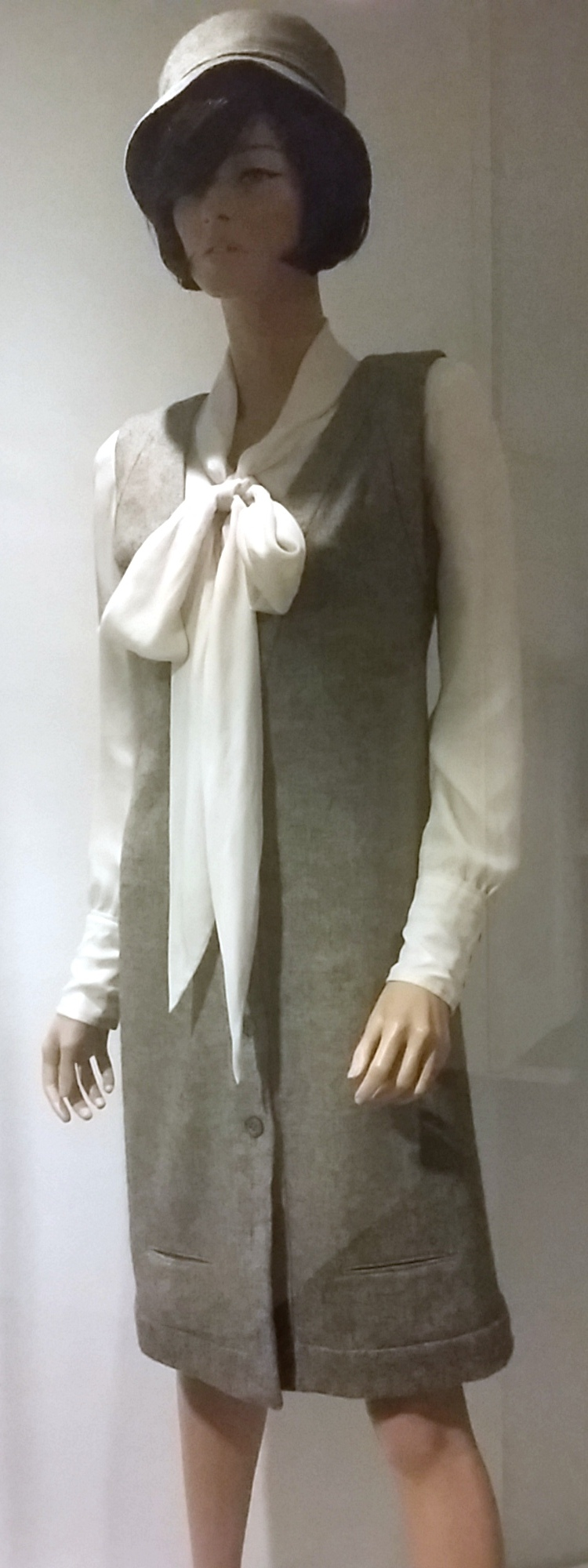
由奎恩特设计的时装，于1963年被选为年度着装

在一名朋友的介绍下，奎恩特结识了在国王路拥有一家摄影店的企业家阿奇·麦克奈尔。随后麦克奈尔、奎恩特和亚历山大·普伦基特·格林一起花了8000英镑买下了马卡姆之家（Markham House）作为店面，合伙开设了一家名为“集市”（Bazaar）的精品服装店（“集市”位于一楼，而地下层是亚历山大开的餐馆）。装修期间，奎恩特主要负责寻找批发商店的位置。店铺开张之初，奎恩特主要售卖一些由批发商生产的服装。由于货架上的服装设计都较为新奇，奎恩特的店铺开始逐步得到《时尚芭莎》等时尚媒体的关注，其中一些设计还被出售到了美国。鉴于此种情况，加之本人也非常热爱时尚行业，奎恩特决定开始自己着手设计。起初奎恩特都是一个人工作，但不久之后她便开始寻找同事，截至1966年，与奎恩特一起工作的工人就达到了18人。由于奎恩特属于自学设计，所以她的设计在当时存在较大风险。与1940年代战时的实用主义不同，奎恩特的设计往往具有多种色彩，比如五颜六色的紧身裤。
奎恩特当时的影响并非只局限于设计领域，她店内的音乐、饮料以及对年轻人具有较大吸引力的长时间工作制等在当时都别具一格，里面的环境与当时占据时尚市场的陈旧百货公司和人迹罕至的高级设计师商店环境都有较大差异。奎恩特商店的窗户上常会展示一些摆着奇怪姿势的模特，经常会引起过路人的注意。据奎恩特回忆，她店内的商品几乎每次都能在十天之内售罄。不过这些服装在当时也曾被一些人认为过于放荡，例如一名商人就经常用雨伞击打商店的窗户以表达不满，香奈尔曾批评奎恩特设计的服饰“不得体”，意大利女演员索非娅·罗兰亦表示这些服饰“毁了女性的神秘感”。
在1950年代到1960年代初的一段时期内，奎恩特一度是伦敦仅有的两名持续提供青年服饰的高级设计师之一。
1966年，《女裝日報》将奎恩特和伊迪·塞奇威克、泰格·摩尔斯、皮爾·卡登、帕高·拉巴納、鲁迪·简莱什、安德烈·庫雷熱、伊曼纽尔·温加罗、伊夫·圣洛朗和簡·霍爾澤评为“时尚界的革命性人物”。

### 奎恩特与迷你裙

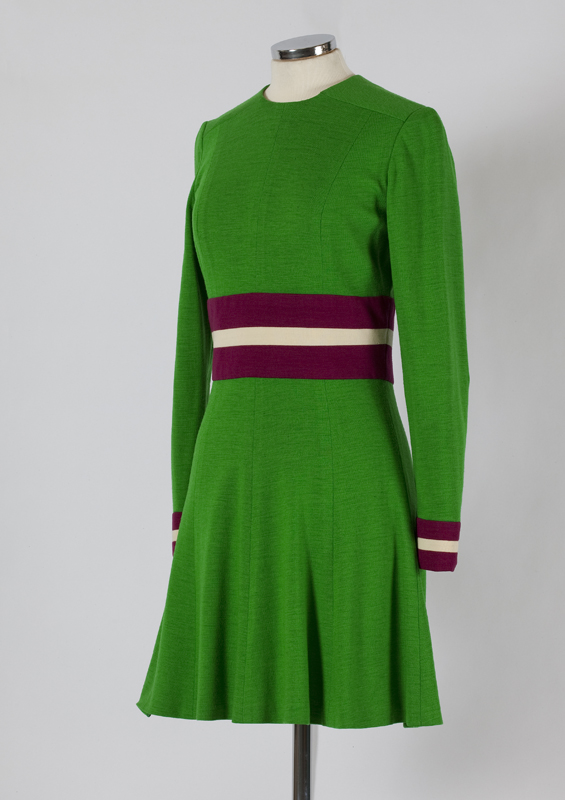
奎恩特于1960年代末设计的迷你裙

奎恩特与被认为“定义了20世纪60年代的时尚”的迷你裙具有紧密联系，认为或反对她是该服饰的发明者的都不乏其人。一些人认为迷你裙的发明者是安德烈·庫雷熱，而时尚记者、英国版《时尚》编辑瑪麗特·艾倫则坚持认为是约翰·贝茨发明的迷你裙。
不过女裙自20世纪50年代就开始呈现出变短的趋势，60年代初的一些裙子已只覆盖到膝部，而这一时期的奎恩特强烈主张裙子应进一步变短，因为这样可以避免给女性施加太多限制，也可以让她们看起来更加性感。

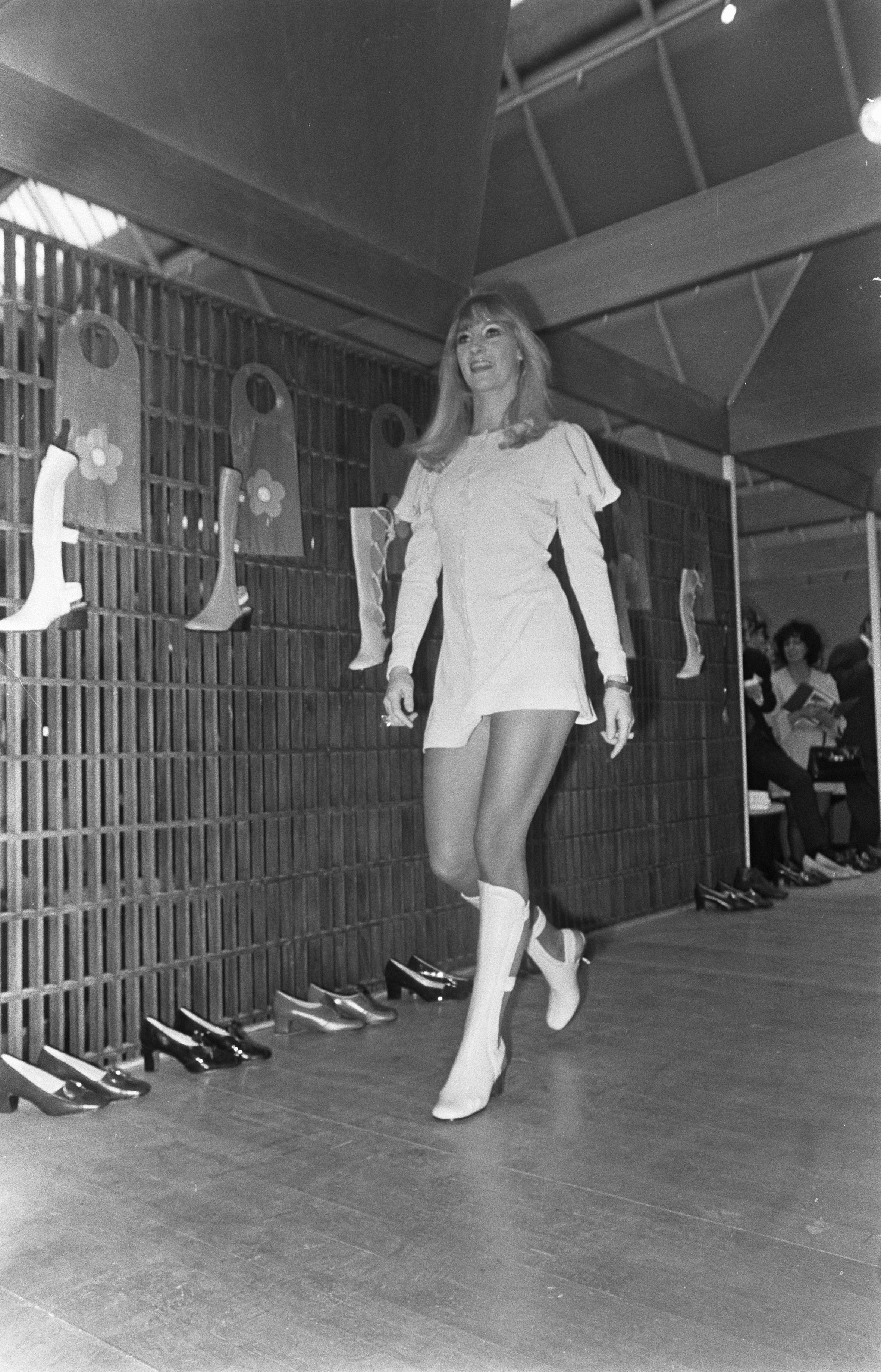
1969年荷兰的一场时装秀上展示的由奎恩特设计的迷你裙

奎恩特本人表示迷你裙的出现应该归功于“伦敦街头上的女孩们”，她自己只是根据顾客需要来设计出便于行走和跑跳的服饰，而顾客经常要求她的裙子再短一点。另外，“迷你裙”这一名字也是由奎恩特根据她最喜欢的车型“迷你”所起，她认为迷你裙的穿着者“非常具有女性气质，且这种气质不是来自外表，而是来源于态度”，并表示这些人“富有活力、积极、顽固”。迷你裙出现后受到了时尚模特崔姬的喜爱，她并促进了这种服饰在海外的流行。
除了迷你裙之外，奎恩特还被认为开创了用于搭配迷你裙的多彩而又带有图案的紧身裤，不过这一说法也有反对声音，一些人认为这种设计的开创者应该是西班牙女装设计师、于1962年推出带有喜剧角色哈利奎恩图案的紧身裤的克里斯托瓦爾·巴倫西亞加，也有人认为是约翰·贝茨。

## 后期职业
1960年代末，由奎恩特设计的迷你裙成为了当时英国的时尚标志。1967年，奎恩特为英国头饰公司坎戈爾袋鼠设计了十二种颜色的贝雷帽，贝雷帽上印有她所设计的雏菊标志，这款贝雷帽后来被维多利亚和阿尔伯特博物馆收录。1970年代及1980年代，奎恩特主要设计一些家居用品和服饰，她本人宣称在这一时期发明了羽绒被。
1988年，奎恩特推出了一款迷你赛车的内饰设计，其主要特色为辅以红色装饰的黑白条纹座椅，安全带也被设计成红色，司机和乘客座椅的左上方写有奎恩特的签名。方向盘上印有奎恩特的雏菊，雏菊上方也写着奎恩特的名字。汽车的前灯罩、轮罩盖、门把手和保险杠都统一被设计成了“雨云灰色”，而非常见的金属色调或黑色。此外奎恩特还设计了两种特别版本，其车身分别为乌黑色和钻石白。这些汽车在1988年6月15日于英国首发了2000辆，同时一部分被发售到国外市场，但具体总发布数量不明确。
2000年，有传言称玛丽·奎恩特有限公司以及她的化妆品公司表现已经大不如前，12月，这些公司被日本商人全面收购后，奎恩特正式从负责人任上退休，但仍继续留在公司担任咨询，如今日本境内拥有200多家冠名奎恩特的商店。

## 个人生活
奎恩特的丈夫亚历山大·普伦基特·格林是爱尔兰歌手哈里·普伦基特·格林的孙子，两人于1953年相识，并于1957年结婚，而后在1970年生下了一个儿子。亚历山大于1990年去世，此后奎恩特又和安东尼·劳斯度过了一段时光，而劳斯则在2014年去世。
2023年4月13日，奎恩特在萨里郡的家中去世。

## 奖项和荣誉
奎恩特于1963年获得了“年度服装”奖项，是该奖项的首个得主。在1966年的女王生日庆典上，奎恩特被授予了大英帝國勳章。在抵达白金汉宫接受颁奖时，奎恩特身上穿了一件蓝色饰面的奶油色羊毛针织迷你裙。
1990年，奎恩特被英國時裝委員會选入名人堂。2015年，奎恩特在新年榮譽典礼上凭借对英国时尚行业的贡献获得了女性爵级司令勋章。2023年，奎恩特在新年榮譽典礼上获授名譽勳位。
2006年，赫瑞瓦特大学向奎恩特颁发了一个荣誉博士学位。2009年，皇家郵政将奎恩特设计的迷你裙选入了当年的纪念邮票图案。2012年，波普艺术家彼得·布萊克在其80岁生日之际为他之前给披头士乐队设计的专辑《比伯軍曹寂寞芳心俱樂部》推出了一个新版本，并选择了奎恩特作为封面文化人物之一。
奎恩特亦有被特許設計師協會选为院士，并获得了该协会的最高荣誉“弥涅耳瓦奖牌”（Minerva Medal）。
关于奎恩特的大型展览一共举办了两次：一次是在1973年到1974年间，伦敦博物馆专门为她举办了一次职业生涯头20年的回顾展览；另一次是在2019年4月到2020年2月间，维多利亚和阿尔伯特博物馆展出了120件奎恩特的作品。此外，台北市立美术馆于2022年也展出了一些奎恩特的作品。

## 延伸阅读
- Sandbrook, Dominic. . Little, Brown Book Group. 2015: 217–37. ISBN 978-0-349-14128-2.
- Lister, Jenny. . Harry N. Abrams. 2019. ISBN 978-1-85177-995-6.
- Felix, Rebecca. . 1st in fashion. Abdo Publishing. 2018. ISBN 978-1-5321-1075-7.